# Raimond (cráter)

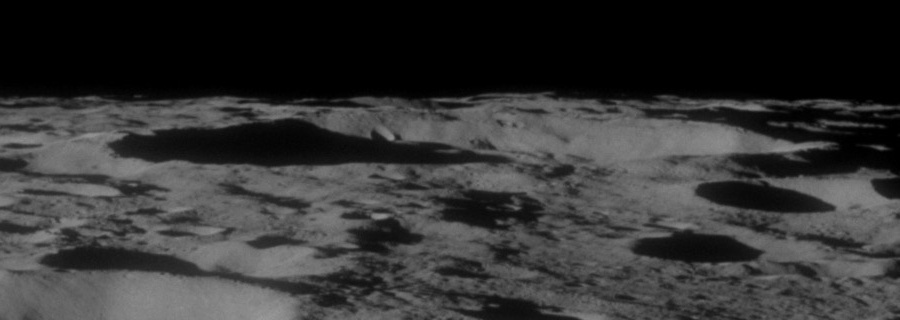
Fotografía de la misión Apolo 11

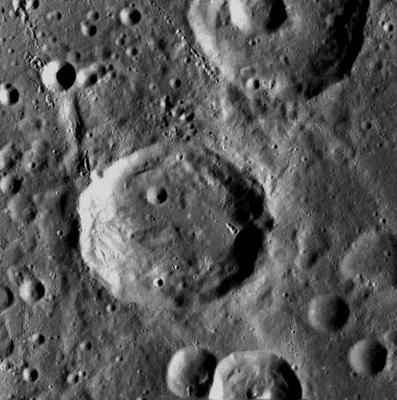
Fotografía de la misión Lunar Reconnaissance Orbiter

Raimond es un cráter de impacto que se encuentra en la cara oculta de la Luna. A menos de un diámetro del cráter al noreste se halla Bredikhin, y más lejos al oeste aparece McMath. Al norte-noroeste se localiza el prominente cráter Jackson, que está rodeado por un gran sistema de marcas radiales. Raimond está casi completamente cubierto por el material de los rayos, que cruzan las porciones noreste y suroeste del cráter.
|  |

Su forma es ligeramente alargada según el eje este-oeste, lo que le da un aspecto ligeramente oblongo. El perfil del brocal está moderadamente desgastado, aunque no presenta impactos significativos en el borde. El interior está relativamente libre de marcas reconocibles, con solamente algunos pequeños cráteres y el material de los rayos del cráter Jackson marcando su superficie.
Raimond se encuentra cerca del centro de la Cuenca Dirichlet-Jackson.

## Cráteres satélite
Por convención estos elementos son identificados en los mapas lunares poniendo la letra en el lado del punto medio del cráter que está más cercano a Raimond.
|         | \| Raimond \| Coordenadas \| Diámetro \| \| ------- \| ------------------------------- \| -------- \| \| K \| 13°18′N 158°12′O / 13.3, -158.2 \| 34 km \| \| Q \| 11°36′N 161°42′O / 11.6, -161.7 \| 32 km \| |          |
| Raimond | Coordenadas | Diámetro |
| K       | 13°18′N 158°12′O / 13.3, -158.2 | 34 km    |
| Q       | 11°36′N 161°42′O / 11.6, -161.7 | 32 km    |